# دييغو خوان أغيري
دييغو خوان أغيري (بالإسبانية: Diego Aguirre)‏ (11 يناير 1993 في الأرجنتين - ) هو لاعب كرة قدم أرجنتيني في مركز الهجوم. لعب مع أرسنال كييف وديبورتيفو آرمينيو ونادي سبارتاكس يورمالا وDeportes Valdivia ‏ وديبورتيفو لافيريري ‏.

## وصلات خارجية
- دييغو خوان أغيري على موقع قاعدة بيانات كرة القدم.إي يو (الإنجليزية)
- دييغو خوان أغيري على موقع Soccerway.com (الإنجليزية)